# 法伊奇
法伊奇是奥地利施蒂利亚州米尔茨楚施拉格县的一个市镇。总面积77.71平方公里，总人口2814人，人口密度36.2人/平方公里（31-12-2005年）。